# Broń biała
Broń biała – ogół broni służącej do walki wręcz. Do XVI w. podstawowy rodzaj broni stosowanej zarówno w wymiarze wojskowym, cywilnym jak i myśliwskim (obok broni miotającej – rażącej na odległość).

## Charakterystyka
Obecnie jako uzbrojenie wojskowe, broń biała została niemal całkowicie wyparta przez broń palną z wyjątkiem bagnetów oraz noży bojowych. Na wyposażeniu wojskowym pozostały również jej archaiczne rodzaje jak np. szable i kordziki, jednak nie są one wykorzystywane jako broń bojowa, a sprowadzone zostały do roli broni paradnej. 
Broń biała nadal stosowana jest przez niektóre formacje porządkowe (jak np. policja, ochrona), gdzie pod postacią różnego rodzaju pałek wykorzystywana jest jako środek przymusu bezpośredniego. W ujęciu cywilnym broń tego typu znajduje niekiedy zastosowanie w samoobronie, lub wykorzystywana jest w działaniach przestępczych. Natomiast sportowe symulatory broni białej (np. floret), stosowane są również w sporcie (patrz: szermierka sportowa), a niekiedy wespół z replikami broni ostrej użytkowane przez stowarzyszenia rekonstruujące dawne systemy walki bronią białą, w ramach uprawiania hobby.

## Podział
W najogólniejszym zakresie wśród broni białej można wyróżnić:
- broń sieczną – przeznaczoną głównie do zadawania cięć (np. tasak, szabla, kord)
- broń kolną – przeznaczoną głównie do zadawania pchnięć (np. pika, szpada, sztylet)
- broń obuchową – przeznaczoną głównie do zadawania ciosów miażdżących (np. maczuga, młot bojowy, buzdygan)

Nie jest to jednak podział ścisły, ze względu na występowanie licznych zróżnicowanych typów broni łączących w sobie cechy wymienionych powyżej: 
- broń sieczno-kolna – umożliwiająca równie ergonomiczne zadawanie cięć i pchnięć (np. miecz, pałasz, halabarda)
- broń obuchowo-sieczna – przeznaczona do zadawania cięć miażdżących (np. topór, czekan, berdysz)
- broń obuchowo-kolna – przeznaczona do zadawania ciosów miażdżących z jednoczesnym powstawaniem obrażeń kłutych (np. morgensztern, wekiera, nadziak)

Oprócz tego wyróżnia się osobną kategorię broni białej w której zawarte są również wszystkie powyższe, a której wyróżnikiem jest budowa obejmująca osadzenie żeleźca na długim drzewcu – broń drzewcowa (np. włócznia, glewia, lanca).

## Kwestie prawne w Polsce
Wg Ustawy z dnia 21 maja 1999 r. o broni i amunicji do broni białej, na które wymagane jest pozwolenie na broń zalicza się:
- ostrze[a] ukryte w przedmiotach niemających wyglądu broni
- kastet
- nunczako
- pałkę posiadającą zakończenie z ciężkiego i twardego materiału lub zawierającą wkładki z takiego materiału
- pałkę wykonaną z drewna lub innego ciężkiego i twardego materiału, imitującą kij bejsbolowy

W myśl przepisów obowiązujących w Polsce, na pozostałe rodzaje broni białej (niewymienione w ustawie), nie jest wymagane pozwolenie, a obywatele mają swobodny dostęp do jej posiadania (wbrew obiegowym opiniom, za broń białą (w myśl ustawy o broni i amunicji) nie jest uznawany nóż – niezależnie od długości głowni). Należy jednak wziąć pod uwagę fakt, iż użycie broni białej w ramach samoobrony, może wiązać się z przekroczeniem granic obrony koniecznej, a co za tym idzie z konsekwencjami karnymi. W przypadku dokonywania przestępstwa, analogicznie do broni białej, może zostać potraktowany każdy rodzaj niebezpiecznego narzędzia (np. siekiera czy nóż kuchenny), mimo iż jego pierwotnym przeznaczeniem nie było zastosowanie jako broń.